# Gnouni
La famille Gnouni (en arménien Գնունի) est une famille de la noblesse arménienne, prétendant descendre des rois d'Urartu. Selon l'historien arménien Moïse de Khorène, ils descendraient d'anciens rois d'Assyrie, prétention qu'ils partagent avec la famille Arçrouni. À la cour des rois d'Arménie, ils possèdent la charge héréditaire de hazarapet (« sénéchal »).

## Histoire

### La maison Gnouni en Arménie
Peu d'historiens se sont intéressés à cette maison arménienne, mais il existe néanmoins quelque listes des princes Gnouni :
1. Gnel Gnouni, au début du IVe siècle, dont une fille épouse l'arsacide Tiridate, frère du roi Ashark II et père d'un autre Gnel, le premier mari de la future reine Pharantzem[2],[3].
« Ensuite le roi va sur le versant opposé du Massis, chasser dans son canton de prédilection, à Gokaiovid. La chasse fut si abondante qu’aucun roi jusqu’alors n’avait tué tant de gibier en une heure. Et lui, dans les joies du vin, s’en glorifiait. C’est pourquoi Dirith et Vartan renouvelèrent leurs perfidies, en disant que Knel en ces jours-ci abat un bien plus grand nombre de pièces sur sa montagne de Schahabivan qui lui vient de son aïeul maternel, Knel Kénouni » — Movsēs Xorenac‘i, Histoire de l'Arménie, volume 3, chapitre XXIII.
2. Aba Gnouni, seigneur des Gnouni en 342[3].
« Le roi Chosroès étant mort, son fils Diran lui succéda dans le royaume de la Grande Arménie. En même temps le saint et bienheureux jeune homme Iousig occupa le siège des patriarches d’Arménie. Alors le roi Diran manda Vagharsch, prince d’Andzith, grand intendant de l’Arménie et réunit chez Iousig, comme c’était l’usage, les grands satrapes dont les noms suivent : (...) et Apa, prince de la famille de Kenouni » — Pʿawstos Biwzandac̣i, Histoire de l'Arménie, livre 3, chapitre XII.
3. Atat Gnouni, prince arménien qui choisit de rester dans la partie byzantine, après le partage de l'Arménie, probablement en 387[3].
« Les satrapes arméniens qui avaient leurs domaines dans les cantons de la partie du pays appartenant aux Perses, ayant appris que Sapor leur avait donné un roi chrétien et arsacide, et voyant l’édit déjà mis à exécution, abandonnèrent Arsace et retournèrent dans leurs propres domaines, excepté trois jeunes gens qui avaient été élevés avec le roi, et étaient ses plus proches parents. C’étaient Tara, fils de Papig, seigneur de Siounie et beau-frère d’Arsace, Kazavon, fils de Sbantarad, seigneur de Schirag et d’Arscharouni, Bérose (Pirouz) de la race des Kartananatzi, avec leurs partisans, Adad de la race des Kenouni, Génan de la race des Amadouni, Soura de la race de Mog, Resdom Aravénian et d’autres qui sont inconnus. En conséquence, Chosroès réunit leurs domaines à la couronne par ordre de Sapor, sans laisser au père les possessions du fils, ni au frère celles du frère » — Movsēs Xorenac‘i, Histoire de l'Arménie, volume 3, chapitre XLIII.
4. Atom Gnouni, grand prince des Gnouni, envoyé en ambassade à Byzance auprès de l'empereur Théodose II (449), général de Vardan II Mamikonian avec son frère Aratom Gnouni (451), accusateur de Vasak de Siounie (452) puis emmené en captivité chez les Perses (452)[3].
« Dans le même temps, ils envoyèrent dans le pays des Occidentaux un des grands satrapes, Adom, de la maison des Kénouni, pour donner avis de toutes les perfides résolutions du roi d’Orient, et aussi pour déclarer que dans leur ferme résolution, ils avaient, par leurs actes, foulé aux pieds l’ordre odieux du roi et mis à mort un grand nombre de mages. Ils imploraient aussi leur secours efficace et promettaient de se soumettre à eux s’ils le désiraient » — Élisée, Histoire de Vardan et de la guerre arménienne, chapitre 3.
« Ils précipitèrent leur marche et arrivèrent tous sur le lieu du combat, d’abord [les Vartaniens] et ceux qui étaient restés fidèles, avec chaque corps de troupe, et ayant fait tous leurs préparatifs. [C’étaient :] Nerschapouh Ardzrouni ; Khorène Khorkhorouni, qui était général ; Ardag Balouni ; Vahan Amadouni, et la troupe des Vahévouni ; Thathoul Timaksian ; Arschavir Arscharouni ; Schmavon Antzévatzi ; Dadjad Kentouni ; Adom Kenouni ; Khosrov Kapéghian ; Garèn Saharouni ; Hemaïag Timaksian et Kazrig, aussi Timaksian ; Nersèh Khadchpérouni ; Pharsmane Mantagouni ; Arsène Entzaïatzi ; Aroug Selgouni ; Vrèn Daschiratzi ; Abersam Ardzrouni ; Schah, écuyer du roi ; Khours Serouantzdiank et les Khoghiankh ; les Agéatzikh ; les Derbadouni ; les troupes des Reschdouni et tous les officiers royaux avec leurs troupes particulières » — Élisée, Histoire de Vardan et de la guerre arménienne, chapitre 5.
« à l’aile droite, se trouvaient les deux Kenouni, Adom, prince des Kenouni, et Arasdom, son frère » — Łazar Pʿarpec̣i, Histoire de l'Arménie, chapitre 60.
« S’étant avancé à son tour, Adom, de la race des Kenouni, qui avait été envoyé par Vasag en qualité d’ambassadeur en Grèce, lui fit des reproches en présence du grand tribunal, [en lui montrant] le document qu’il lui avait remis muni de son sceau. Mouschgan Niousalavourd porta aussi son accusation et témoigna, avec ses compagnons de l’armée, comment, après la fin du combat, Vasag avait fait répandre beaucoup de sang, comment il avait fait sortir les assiégés des châteaux-forts, en les trompant par un faux serment, comment il avait mis à mort quelques-uns des sujets et des sujettes du roi et en avait envoyé d’autres en captivité. Enfin, pour comble d’infamie, on l’accusait de s’être approprié les tributs du pays qui auraient dû être versés au trésor » — Élisée, Histoire de Vardan et de la guerre arménienne, chapitre 7.
« Noms des satrapes qui spontanément et pour l'amour du Christ se rendirent en captivité à la cour du roi [de Perse] : de la race de Siounie, les deux frères Papkèn et Pagour ; de la race des Ardzrouni, Nerschapouh, Schavasb, Schenkin, Méhroujan, Barkev et Dadjad ; de la race des Mamigoniens, Hamazasb, Ardavazi et Mouschegh ; de la race des Gamsaragan, Arschavir, Thathoul, Vartz, Nersèh et Aschod ; de la race des Amadouni, Vahan, Arantzar et Arnag ; de la race des Kenouni, Adom ; de la race des Timakhsian, Thathoul et Sad avec deux autres compagnons ; de la race des Antzévatzi, Schmavon, Zovarèn et Aravan ; de la race des Aravélian (Orientaux), Phabag, Varaztèn et Tagh ; de la maison des Ardzrouni, Abersam ; de la maison des Mantagouni, Sahag et Pharsman ; de la race des Daschiratzi, Vrèn ; de la famille des Raphsonian, Papig et Ioukhnan » — Élisée, Histoire de Vardan et de la guerre arménienne, chapitre 8.
5. Vahan Gnouni, tué en 451 lors de la défaite de Vardan II Mamikonian[3].
« Voici les nomades illustres héros qui endurèrent le martyre dans cette bataille : le héros Vartan, de la race des Mamigoniens, avec cent trente-trois hommes ; Khorène, de la race des Khorkhorouni avec dix-neuf hommes ; le brave Ardag, de la race des Balouni avec cinquante-sept hommes ; le puissant Dadjad, de la race des Kentouni avec dix-neuf hommes ; le savant Hemaïag, de la race des Timaksian, avec vingt-deux hommes ; l’illustre Nersèh, de la race des Khadchpérouni avec sept hommes ; le jeune Vahan, de la race des Kenouni avec trois hommes ; le juste Arsène, de la race des Endzaïetzi avec sept hommes ; le robuste Larékin, de la race des Sérouantzdian avec ses deux frères et dix-huit hommes » — Élisée, Histoire de Vardan et de la guerre arménienne, chapitre 5.
« Voici les noms de ceux qui, en ce jour, méritèrent, avec saint Vartan, d’être appelés [au séjour] fortuné et céleste, et subirent le martyre de la famille Khorkhorouni, le bienheureux Khorène ; de la famille des Balouni, le bienheureux prince Ardag ; de la famille des Kentouni, le bienheureux Dadjad ; de la famille des Timaksian, le bienheureux Hemaïag ; de la famille des Kadchpérouni, le bienheureux Nersèh ; de la famille des Kenouni, le bienheureux Vahan ... » — Łazar Pʿarpec̣i, Histoire de l'Arménie, chapitre 36.
6. Gnel Gnouni, seigneur des Gnouni en 505, mentionné dans le Girk T'lt'ots (Livre des Lettres)[3].
7. Mejēj Gnouni, marzban d'Arménie de 518 à 548[3].
8. Gnel Gnouni, naxarar en 555, mentionné dans le Girk T'lt'ots (Livre des Lettres)[3].
9. Mejēj Gnouni (en grec Mezzizios), nommé en 630 gouverneur de l'Arménie byzantine par l'empereur Héraclius et assassiné avec son frère Varaz-Gnel Gnouni par Davit' Saharouni en 635[3].
« Ensuite vint d’Arménie le général de la région grecque, Mzêz Gnuni, qui occupa tout le pays selon les limites susmentionnées. Il dit au catholicos Ezr d’aller dans la région des frontières et de communier loyalement avec l’empereur, « sinon, nous nous ferons un autre catholicos, et toi tu exerceras ton pouvoir sur les régions perses ». Comme le catholicos ne pouvait quitter le pays où s’exerçait son pouvoir, il demanda au roi une confession de foi et immédiatement on lui envoya le livre écrit de la main du roi anathématisent Nestorius [310] et les hérésiarques ; mais le concile de Chalcédoine n’était pas anathématisé » — Sébéos, Histoire d'Héraclius, chapitre 29.
« À ce complot avait pris part aussi David Saharuni ; Mzêz l’arrêta et l’envoya au palais. En route, il brisa ses fers et tua les hommes qui l’accompagnaient ; il revint et s’attacha les troupes arméniennes. Il attaque Mzêz Gnuni, général de la province grecque, frappe à mort, lui et Varaz Gnel Gnuni ; puis il revêt la dignité de général avec l’assentiment et la bonne volonté de tous les soldats » — Sébéos, Histoire d'Héraclius, chapitre 29.
10. Mejēj Gnouni (en grec Mezzizios), patrice et comte de l'Opsikion, puis un usurpateur de l'Empire byzantin, tué par Constantin IV en 668, selon Théophane le Confesseur, peut-être petit-fils du précédent[3].
« Cependant l’empereur Gosdos, trompé par ses troupes, fut surpris et tué dans le bain par Atréas (André), gouverneur militaire de Sirmi (Sirmium). On mit sur le trône, à sa place, le patrice Mêjmêj (Mezzizius), homme brave et habile dans le conseil et dans l’action. Il était Arménien de nation et pieux. Mais Constantin, fils de Gosdos, ayant rassemblé une armée, tua Mêjmêj et régna avec ses frères » — Michel le Syrien, Chronique.
11. Iohannes Gnouni, fils du précédent, qui se révolte peu après la mort de son père et est tué par Constantin IV en 669[3].
« La même année, le fils de Mêjmêj poursuivit Constantin pendant sept mois, pour venger son père ; mais il fut tué par Constantin » — Michel le Syrien, Chronique.
12. Vahan Dašnak (« poignard ») Gnouni, qui combat à la bataille de Bagrévand en 775 et y est tué[3].
« Samuel, seigneur du domaine de la famille de Mamikon, fort réputé par sa beauté, et dans la fleur de son âge, beau-père du commandant, Vahan Dachnak de Gnouni » — Ghévond Vardapet, Histoire, chapitre VIII.

Quelques décennies plus tard, les Gnouni abandonnent leurs terres ancestrales pour se réfugier dans le Tayk[4].
« La famille des Gnouni ayant fait appel à Ašot pour qu'il les délivre des Ismaélites, il va à la tête de mille hommes dans le canton d'Aliovit, et ayant réuni autour de lui toute la famille avec les bagages, il l'emmène et l'établit au Tayk’ » — Vardan Areveltsi, Histoire Universelle.
13. Davit' Gnouni et son frère Gourgen Gnouni sont exécutés en 915 par les Arabes, selon l’Histoire d'Arménie de Yovhannēs Drasxanakertc'i[3].

### Les Gnouni à Byzance
Certains seigneurs Gnouni, comme d'autres membres de la plupart des familles féodales arméniennes, se sont réfugiés à Byzance, pour fuir les persécutions perses puis arabes. C'est notamment le cas de :
- Mezezios (en arménien Mejēj Gnouni), stratège en 627, puis gouverneur byzantin de l'Arménie, selon Théophane le Confesseur[5] ;
- Mezezios (en arménien Mejēj Gnouni), comte de l'Opsikion puis usurpateur, selon Théophane le Confesseur[5] ;
- peut-être Bardas, père de l’empereur byzantin Léon V (775 † 813), dont le patriarche Nicéphore Ier disait qu'il était descendant d'« un mauvais rejeton parricide de Sennacherib, roi des Assyriens », ce qui en fait soit un Gnouni, selon Cyrille Toumanoff[6], soit un Arçrouni, selon Christian Settipani[7].